# 利亚姆·劳伦斯
利姆·羅倫斯（英語：Liam Lawrence，1981年12月13日—）出生於英格蘭東密德蘭諾丁漢郡的雷特福德，是一名愛爾蘭職業足球員，司職右翼。他透過在凱里郡出生的祖父而取得代表愛爾蘭國家隊參加國際賽的資格。

## 生平

### 球會
羅倫斯在家鄉球會曼斯菲開展足球事業，其後轉投新特蘭，於2006年以先借後賣形式加盟史篤城，成為球隊主力，協助史篤城於2008年升班英超，更獲選球會年度最佳球員。2010年再以先借後賣形式投效樸茨茅夫。
2012年3月2日進入財務監管的樸茨茅夫將羅倫斯借用到另一支英冠球隊卡迪夫城直到球季結束。

### 國家隊
國際賽入球
'截至2010年5月25日
| #  | 日期          | 場地                     | 對賽球隊 | 入球 | 賽果 | 競賽   |
| -- | ------------- | ------------------------ | -------- | ---- | ---- | ------ |
| 1. | 2009年9月8日  | 愛爾蘭利默里克托蒙德公园 | 南非     | 1–0  | 1–0  | 友誼賽 |
| 2. | 2010年5月25日 | 愛爾蘭都柏林RDS競技場    | 巴拉圭   | 2-0  | 2-1  | 友誼賽 |

## 榮譽

### 球會
新特蘭
- 英格蘭足球冠軍聯賽冠軍：2004/05年（升班英超）；

史篤城
- 英格蘭足球冠軍聯賽亞軍：2007/08年（升班英超）；

### 國家隊
愛爾蘭
- 卡靈國家盃冠軍：2011年；

### 個人
- PFA英冠年度最佳陣容：2007/08年；
- 英格蘭足球聯賽年度最佳球員：2007/08年；
- 史篤城年度最佳球員：2007/08年；

## 外部連結
- 樸茨茅夫官網簡歷
- 史篤城官網簡歷
- 曼斯菲官網簡歷[永久]
- 足球数据库：利亚姆·劳伦斯的球员统计数据